# 千葉県立成田西陵高等学校
千葉県立成田西陵高等学校（ちばけんりつ なりたせいりょうこうとうがっこう）は、千葉県成田市松崎にある公立専門高等学校。

## 概要
学校周辺には、弥生時代後期から平安時代初期にかけての古墳などの遺跡が見られ、自然豊かな学校である。また、炭焼き釜、甲虫類を中心とした昆虫館を始め、特色ある活動を行っている。専門高校として、進学、就職に非常に力を入れており、卒業生からは面倒見のよい学校としての評価を得ている。

## 設置学科
- 園芸科
- 土木造園科
  - 土木コース
  - 造園コース
- 食品科学科
- 情報処理科

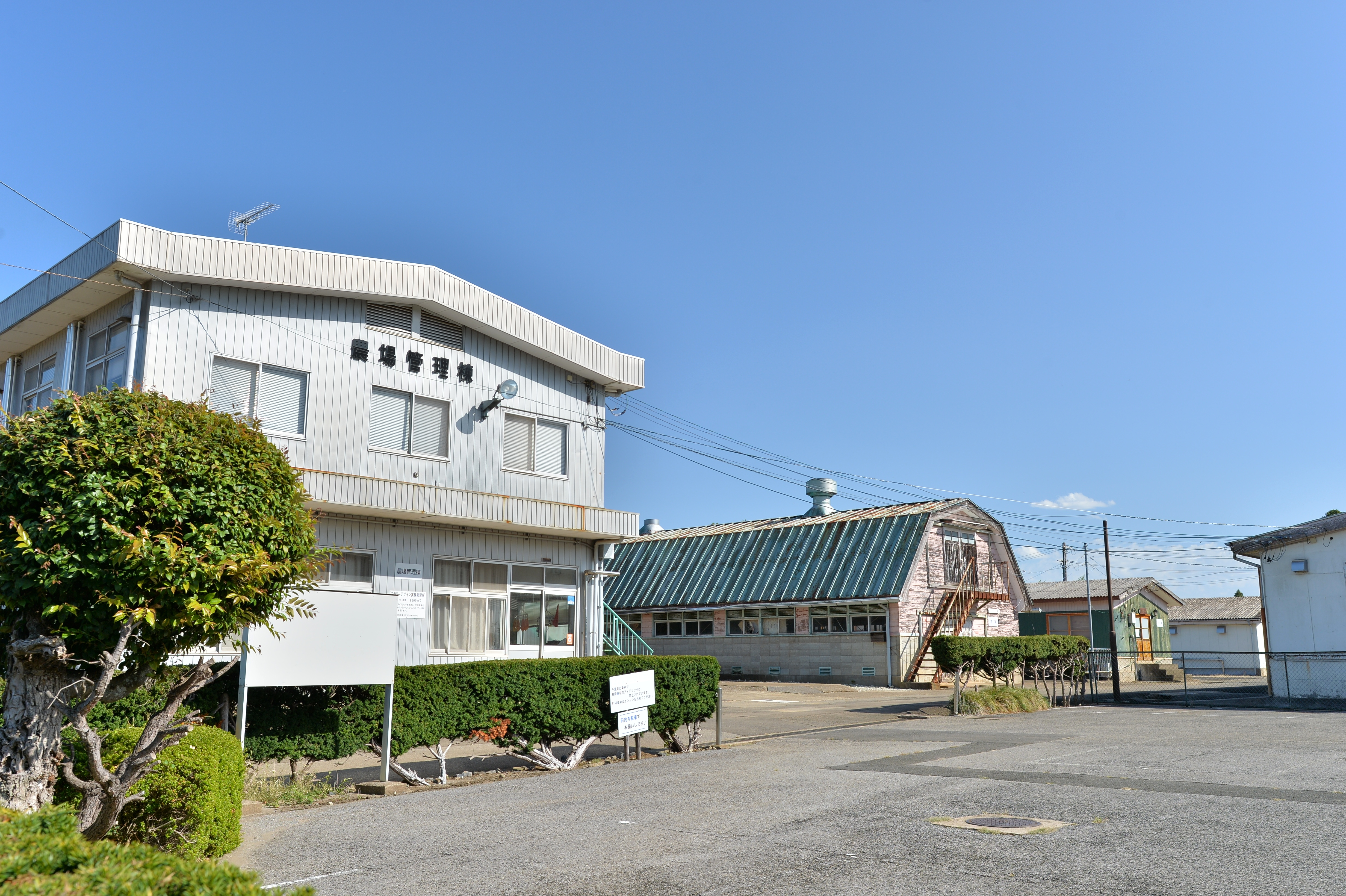
農場管理棟
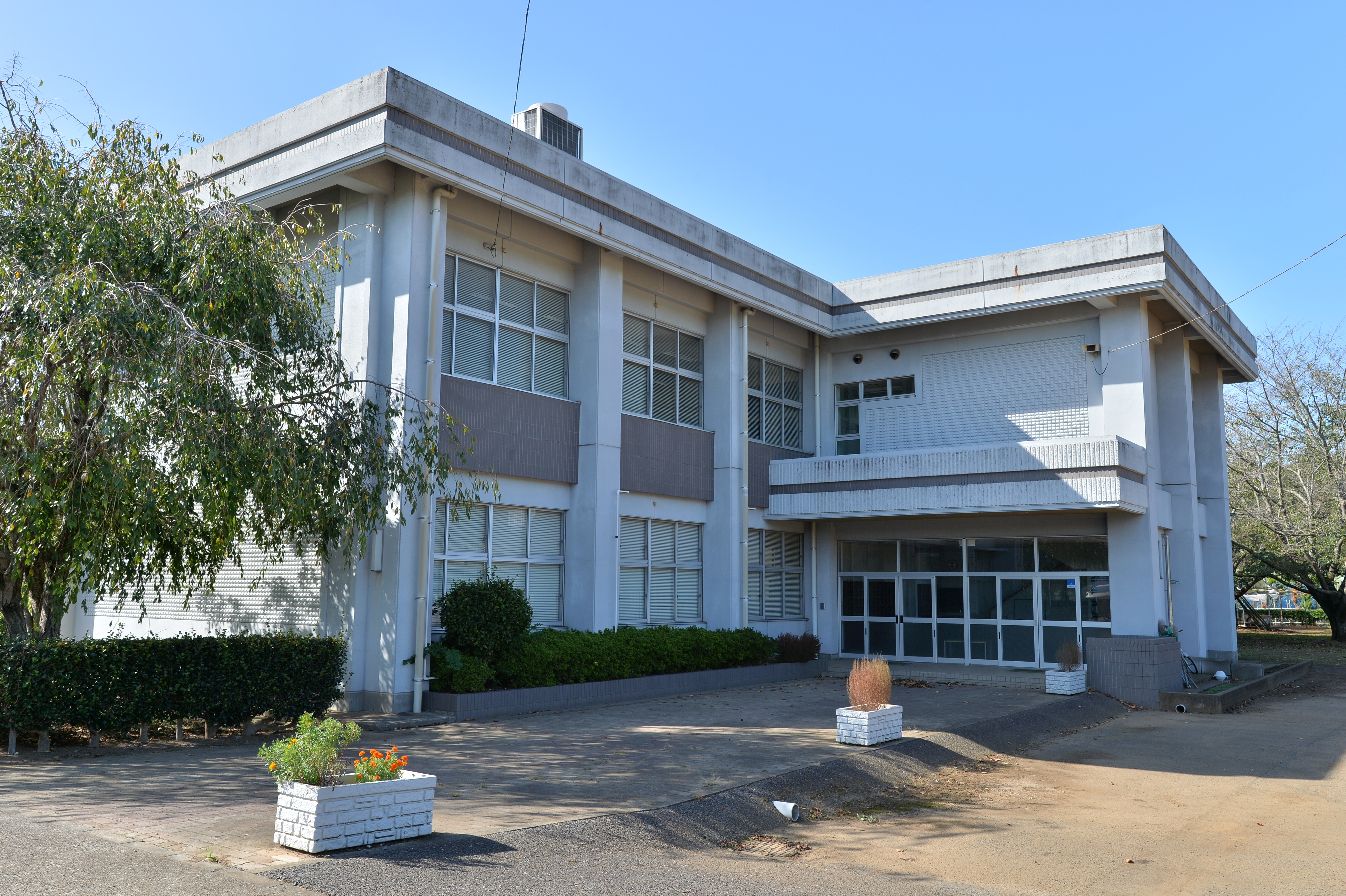
情報科学科棟

## 沿革
- 1906年（明治39年） - 八生村立八生実業補習学校創立。
- 1914年（大正3年） - 八生農学校に改称。
- 1917年（大正6年） - 印旛郡立八生農学校に改称。
- 1923年（大正12年） - 千葉県立八生農学校に改称。
- 1930年（昭和5年） - 千葉県立印旛実業学校分校八生農学校に改称。
- 1933年（昭和8年） - 千葉県立八生農学校に改称。
- 1948年（昭和23年） - 千葉県立八生農業高等学校に改称。
- 1950年（昭和25年） - 千葉県立佐倉第一高等学校八生校舎に改称。
- 1956年（昭和31年） - 千葉県立成田農業高等学校に改称。
- 1975年（昭和50年） - 千葉県立成田園芸高等学校に改称。
- 1996年（平成8年） - 千葉県立成田西陵高等学校に改称。
- 2007年（平成19年） - 創立100周年記念式典

## 部活動

### 運動部
- 野球部
- サッカー部
- テニス部
- バレーボール部
- バドミントン部
- バスケットボール部
- 卓球部
- 剣道部
- 柔道部
- 弓道部
- 陸上競技部

### 文化部
- 写真部
- 吹奏楽部
- 軽音楽部
- 茶道部
- 美術部
- 書道部
- パソコン部
- 地域生物研究部
- フラワーデザイン部
- 手芸部

## アクセス
所在地：
〒286-0846　千葉県成田市松崎20番地

JR成田線成田線下総松崎駅より徒歩16分
成田空港線（成田スカイアクセス線）成田湯川駅より徒歩18分